# Rambaud (Hautes-Alpes)
Rambaud település Franciaországban, Hautes-Alpes megyében. Lakosainak száma 407 fő (2022. január 1.). Rambaud La Bâtie-Vieille, Gap, Jarjayes, La Rochette és Saint-Étienne-le-Laus községekkel határos.

## Népesség
A település népessége az elmúlt években az alábbi módon változott:
| Lakosok száma | 182  | 271  | 294  | 345  | 371  | 374  | 376  | 378  | 375  | 407  |
|               | 1968 | 1982 | 1990 | 2006 | 2013 | 2015 | 2017 | 2019 | 2020 | 2022 |